# 神秘和音

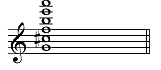
Gを根音とした神秘和音

神秘和音（しんぴわおん）は、四度音程を六個堆積した和音で、合成和音 (Synthetic chord) の一種。独特の響きがもたらされ、神秘的な雰囲気をかもし出す。ロシアの作曲家アレクサンドル・スクリャービンによって初めて用いられ、彼自身の作品でも多用されている。V.デルノワの『スクリャービンの和声』では、属九の和音の第5音を下行変質し、付加第6音を加えた和音と解釈されている。
- Cを根音とした神秘和音

## 神秘和音が用いられている作品
- 『交響曲第4番 法悦の詩』
- 『交響曲第5番 プロメテウス・火の詩』
- 『ピアノソナタ第4番』以降のソナタ

など

## 基本データ
- 分類：六和音
- 構成音
  - 根音
  - 増四度
  - 短七度
  - 長三度
  - 長六度
  - 長二度
- ピッチクラス表示：[0,2,4,6,9,10]